# Türkan Rado
Türkan Rado (* 30. Oktober 1915 in Istanbul; † 3. März 2007 ebenda) war eine türkische Rechtswissenschaftlerin und die erste Juraprofessorin der Türkei.

## Leben
Türkan Rado besuchte in Istanbul die französische Schule Notre Dame De Sion. Dort absolvierte sie die Grund- und Mittelschule und erlangte ihren Gymnasialabschluss. Danach studierte sie Jura an der Universität Istanbul und schloss ihr Studium 1936 als Jahrgangsbeste ab. Auf Anraten Richard Honigs wurde sie im selben Jahr vom Dekan der Juristischen Fakultät, Sıddık Sami Onar, zur ersten weiblichen Assistentin berufen. 1938 promovierte sie zum Thema „Senatus consultum Vellaeanum ve Romada kadınların borç iltizamları“. Nachdem Richard Honig 1939 die Türkei Richtung Amerika verlassen hatte, war Rado zunächst wissenschaftliche Mitarbeiterin am Lehrstuhl für Römisches Recht. Im Jahr 1944 folgte die Habilitation zum Thema „Senatus consultum Macedonianum ve aile evlatlarının para borçları“.
1956 erhielt sie als erste Frau in der Türkei eine Berufung zur Juraprofessorin und wurde Lehrstuhlinhaberin für Römisches Recht an der Universität Istanbul. 1982 wurde sie pensioniert und 1987 erschien ihr Buch Römische Rechtslehre: Römisches Schuldrecht (tr: Roma Hukuku Dersleri: Roma Borçlar Hukuku). In einem Artikel der türkischen Wirtschaftszeitung Dünya über die französische Schule Notre Dame De Sion wird sie zusammen mit anderen als Adoptivtochter Atatürks im Geiste genannt.